# Send in the Clowns
Send in the Clowns és una cançó estatunidenca de Glynis Johns, escrita i composta per Stephen Sondheim, extreta de la comèdia musical A Little Night Music, i apareguda el 1973. Immediatament represa per Frank Sinatra, Cleo Laine, Bobby Short i després per George Shearing, Jean Simmons i Shirley Bassey, torna a ser enregsitrada per Glynis Johns el 1975 i rep el premi Grammy a la cançó de l'any.

## Premis
- 1976: premi Grammy a la cançó de l'any per Glynis Johns (compartit amb Stephen Sondheim).

## Versions
Enregistrada en anglès (llevat que s'indiqui el contrari) per · :
- Karen Akers
- Lorez Alexandria
- Chris Anderson (instrumental)
- Ernestine Anderson
- John Arpin (instrumental)
- Michael Ball
- Count Basie (instrumental)
- Shirley Bassey
- Acker Bilk
- Robert Bonfiglio (instrumental)
- Teresa Brewer
- Brotherhood of Man
- Betty Buckley
- Roy Budd (instrumental)
- Ann Burton
- Josep Carreras i Coll
- Barbara Carroll (instrumental)
- Oscar Castro-Neves (instrumental)
- Dori Caymmi (instrumental)
- Rosemary Clooney
- Glenn Close
- Judy Collins
- Perry Como
- Sumi Jo
- Ray Conniff
- Barbara Cook
- Gemma Craven
- Peter Criss
- Bing Crosby
- Judi Dench
- Vic Damone
- Anita Dobson
- Plácido Domingo
- Percy Faith (instrumental)
- Ferrante & Teicher
- Bryan Ferry
- Manfredo Fest (instrumental)
- Maureen Forrester
- James Galway (instrumental)
- Stan Getz (instrumental)
- Benny Goodman (instrumental)
- Eydie Gormé
- Ted Greene (instrumental)
- Lani Hall
- Roland Hanna (instrumental)
- Hagood Hardy (instrumental)
- Johnny Hartman (instrumental)
- Richard Hayman (instrumental)
- Los Indios Tabajaras (instrumental)
- Milt Jackson (instrumental)
- Grace Jones
- Tom Jones
- Patricia Kaas (en francès: "Faites entrer les clowns")
- Howard Keel
- Stan Kenton (instrumental)
- André Kostelanetz (instrumental)
- Krusty le clown (Dan Castellaneta dans Les Simpson)
- Patti LaBelle
- Cleo Laine
- Frankie Laine
- Angela Lansbury
- Zarah Leander (en alemany: Wo sind die clowns ?)
- Evelyn Lear
- Liberace
- Anni-Frid Lyngstad (en suec: Var är min clown ?)
- Carmen McRae
- Barry Manilow
- Millicent Martin
- Pat Martino (instrumental)
- Johnny Mathis
- Mabel Mercer
- Van Morrison amb Chet Baker
- Olivia Newton-John
- Elaine Paige
- Emile Pandolfi
- Mandy Patinkin
- Frank Patterson
- Vicky Peña
- Jill Perryman
- Siân Phillips
- Marina Prior
- Lou Rawls
- Eric Reed (instrumental)
- Dianne Reeves
- André Rieu (instrumental)
- Kenny Rogers
- Renato Russo
- Helen Schneider
- George Shearing (instrumental)
- Bobby Short
- Jean Simmons
- Zoot Sims (instrumental)
- Frank Sinatra
- Stephen Sondheim i Andrew Lloyd Webber (instrumental)
- Terell Stafford (instrumental)
- Barbra Streisand
- Elizabeth Taylor
- Tiger Lillies
- Mel Tormé (instrumental)
- Sarah Vaughan
- John Williams (instrumental)
- Julie Wilson
- Gheorghe Zamfir (instrumental)
- Freddie Mercury (instrumental)[3]
- Àngels Gonyalons (en català: Que entrin els clowns)[4]
- Vicky Peña (en català: Cau el teló)[5]